# HD 117207
HD 117207 ist ein 108 Lichtjahre von der Erde entfernter Gelber Zwerg oder Unterriese mit einer Rektaszension von 13h 29m 21s und einer Deklination von −35° 34' 15". Er besitzt eine scheinbare Helligkeit von 7,3 mag. Im Jahre 2004 entdeckte Geoffrey Marcy einen extrasolaren Planeten, der diesen Stern umkreist. Dieser trägt den Namen HD 117207 b.